# Довбушанський праліс
Довбуша́нський пралі́с — ботанічна пам'ятка природи місцевого значення в Україні. Об'єкт розташований на території Надвінянського району Івано-Франківської області, Довбушанське лісництво, квартал 15, виділи 9, 18.
Площа 4,7 га, статус отриманий у 1972 році.